# Ernie Els
Theodore Ernest "Ernie" Els (født 17. oktober 1969 i Johannesburg, Sydafrika) er en sydafrikansk golfspiller, der igennem 1990'erne og 2000'erne har været en af sportens mest succesfulde spillere. Pr. september 2010 står noteret for hele 62 sejre gennem sin professionelle karriere. Han har desuden vundet tre Major-turneringer, US Open i 1994 og 1997, samt British Open, som han vandt i 2002 efter omspil.
Els har seks gange, i 1996, 1998, 2000, 2003, 2007 og 2009, repræsenteret Det internationale Hold ved Presidents Cup.